# Ulterior Motives (bài hát)
"Ulterior Motives" (tiếng Việt: "Động cơ thầm kín") là một bài hát nhạc pop thu âm bởi hai nhà làm phim và nhạc sĩ người Anh-Canada Christopher và Philip Booth khoảng giữa những năm 1980, và được sử dụng lần đầu tiên trong bộ phim khiêu dâm Angels of Passion. Nó trở nên nổi tiếng trên mạng sau một đoạn trích dài mười bảy giây được đăng lên mạng xã hội vào năm 2021, thời điểm ấy bài hát chưa được xác định. Từ phần lời bài hát có thể nghe thấy được từ đoạn trích, người ta phỏng đoán và tạm gọi bài hát với cái tên ban đầu là "Everyone Knows That" (thường được viết tắt là EKT) hoặc sau này là Ulterior Motives.
Đoạn trích đầu tiên của bài hát được đăng tải trên một ứng dụng nhận diện bài hát tên là WhatZatSong vào năm 2021 bởi một người dùng Tây Ban Nha với cái tên carl92, người dùng này tuyên bố đã phát hiện ra bản ghi âm này trong số các tệp trong bản sao lưu DVD cũ và suy đoán rằng nó có lẽ là thứ còn sót lại khi anh học cách ghi âm. Kể từ khi bài hát này được đăng tải, nhiều người dùng đã cố gắng truy lùng tên bài hát, nguồn gốc bài hát và nghệ sĩ của nó. Vào tháng 2 năm 2024, tờ báo The Guardian của Anh đã gọi bài hát này là một trong những bí ẩn âm nhạc lớn và lâu dài nhất trên Internet.
Vào ngày 28 tháng 4 năm 2024, những người dùng Reddit đã xác định được nguồn gốc của đoạn trích là lấy từ bộ phim Angels of Passion. Tính đến tháng 6 năm 2024, giọng hát gốc, bản guitar và bản nhạc tổng hợp đã được xác định là không còn. Thay vào đó, anh em nhà Booth sẽ tiếp tục thu âm bản làm lại của bài hát, nó được phát hành trên các nền tảng nghe nhạc trực tuyến vào ngày 23 tháng 6 năm 2024 trong album Ulterior Motives (The Lost Album)'' dưới bí danh Who's Who?, một bí danh mà hai anh em nhà Booth đã sử dụng một số lần khi họ đi biểu diễn vào những năm 1980. Album đã được phát hành dưới dạng đĩa CD hai tuần sau đó.
Tháng 10 năm 2024, anh em nhà Booth thông báo rằng họ đang điều tra một 'manh mối mới' trong quá trình tìm kiếm bản phối gốc của Ulterior Motives. Họ tin rằng một băng ghi âm chứa phiên bản đầy đủ của bài hát đang được một văn phòng đăng ký bản quyền sở hữu, nơi mà họ đã liên hệ để yêu cầu phát hành nó. Christopher tuyên bố rằng nếu văn phòng có thể trả lại băng cho họ, họ sẽ phát hành nó "ngay khi [họ] tìm thấy nó".
Cùng tháng đó, người ta cũng phát hiện ra một điều mà anh em nhà Booth cũng không hề hay biết, đó là một đoạn giai điệu không lời của bài hát đã được sử dụng trong một chương trình quảng cáo truyền hình tại Canada vào năm 1992 cho dòng sản phẩm tình dục theo chủ đề châu Á Private Encounters.

## Bối cảnh và sáng tác
"Ulterior Motives" đã được thu âm tại chính căn nhà của anh em nhà Booth tại Encino, Los Angeles vào năm 1985. Vì họ "làm mọi thứ để kiếm ra tiền", họ đã làm trợ lý sản xuất cho các bộ phim. Một trong những người bạn của họ làm phim khiêu dâm, cần âm nhạc cho bộ phim và theo lời Christopher, "họ đã cho chúng tôi khá nhiều tiền chỉ để đổi lại âm nhạc sau hậu trường". Vì vậy, "Ulterior Motives" ban đầu được ghi âm như một bài nhạc pop, được sử dụng làm bản nhạc của bộ phim khiêu dâm Angels of Passion sản xuất năm 1986. Lời bài hát được lấy cảm hứng từ một cô gái đã lừa dối người yêu, cô ấy không thực hiện đúng những lời thề với người yêu. Thể loại của bài hát được xác định là new wave và synth-pop.

## Hành trình tìm kiếm
Vào ngày 7 tháng 10 năm 2021, người dùng carl92 đăng tải một đoạn trích 17 giây của một bài hát lên WatZatSong và nhờ hỗ trợ tìm kiếm nó. Anh ấy viết rằng "tôi đã tìm thấy đoạn nhạc này trong một tập những files đã cũ trong một bản sao lưu DVD. Có lẽ tôi đã học cách thu âm và bỏ lại thứ này." Bài hát được cho là đã thu âm từ những năm 1980 do sự tương đồng về phong cách nhạc pop thời bấy giờ, cụ thể sau năm 1983, vì máy đánh trống LinnDrum và máy tổng hợp Yamaha DX7 được những người tìm kiếm cho là sử dụng trong bài hát. Một số người dùng đã tạo dựng lại các phiên bản khác nhau từ đoạn trích gốc để có thể hình dung bài hát hoàn thiện sẽ nghe như thế nào, trong khi đó một số người nghĩ đây chỉ là trò lừa bịp của một kẻ phá đám, thích tạo sự chú ý hay chỉ là một dự án quảng bá của một nghệ sĩ cho sản phẩm ít người nghe của họ như một bài hát mang tên Digital Girl. Đoạn trích 17 giây khi đó đã trở thành bài đăng có số lượng bình luận nhiều nhất trên WhatZatSong kể từ khi ứng dụng này ra đời vào năm 2006.
Bài hát đã trở nên rất nổi tiếng trên mạng xã hội vào cuối năm 2022 và đầu năm 2023, và có cả một subreddit dành riêng cho việc tìm kiếm bài hát và nghệ sĩ. Vào ngày 7 tháng 1 năm 2024, hai thành viên của subreddit đã được phỏng vấn bởi một kênh truyền hình quốc gia tư nhân của Pháp là TF1.
Việc tìm kiếm bài hát ban đầu diễn ra chậm nhưng ngày càng nhận được nhiều sự chú ý. Những người tìm kiếm cũng đặt ra giả thuyết nguồn gốc bài hát có thể là trên chương trình phát sóng MTV vào những năm 1990, một đoạn nhạc quảng cáo hay một đoạn nhạc sản xuất. Tháng 3 năm 2023, người dùng u/HeyScarlett đã tìm thấy một bài hát đã được đăng ký trên cơ sở dữ liệu âm nhạc của Canada là SOCAN có tên "Ulterior Motives" với phần ghi công nhạc sĩ là hai cái tên "Booth Christopher David" và "Booth Philip".

## Khám phá
Ngày 28 tháng 4 năm 2024, lần theo manh mối từ người dùng u/One-Truth-5867, người đã tìm thấy một bài hát có âm thanh tương đồng của cùng một nghệ sĩ, người dùng u/south_pole_ball đã khám phá ra bài hát, bao gồm tên bài hát và nghệ sĩ. Đoạn trích được phát hiện là từ bộ phim khiêu dâm năm 1986 Angels of Passion. Những người dùng đã lần theo manh mối trước đó của HeyScarlett từ cơ sở dữ liệu SOCAN. Từ đó, họ phát hiện ra rằng Christopher Booth là một nhạc sĩ sáng tác nhạc cho phim khiêu dâm và đã xem lần lượt các bộ phim trong danh mục phim của ông cho đến khi họ xem đến đoạn cuối bộ phim Angels of Passion, một giai điệu bất ngờ vang lên, đó chính là bài hát mà họ đã tìm kiếm.
Vào ngày 29 tháng 4 năm 2024, Booth đã công khai đăng bài trên Instagram về việc phát hiện ra nguồn gốc bài hát và tên nghệ sĩ.  Sau đó, anh đã tải lên một cuộn phim giới thiệu lời bài hát gốc trong phòng thu âm của mình, tiết lộ rằng lời bài hát gốc là "everyone knows it" thay vì "everyone knows that". Trong một podcast của CBC News, Booth tuyên bố rằng bài hát không chỉ được viết riêng cho bộ phim. Vào ngày 1 tháng 5 năm 2024, trong một cuộc phỏng vấn với Rolling Stone, Booth tiết lộ kế hoạch phát hành một album mới với những bài hát tương tự như "Ulterior Motives"; anh đã tìm thấy "bản nhạc có nhịp điệu" gốc của bài hát nhưng không phải bản nhạc có giọng hát. Vài ngày sau, anh đã trả lời phỏng vấn với một Redditor, trong đó anh làm rõ rằng anh đã tìm thấy bản nhạc guitar, bass và trống, nhưng không phải bản nhạc có giọng hát hoặc bản nhạc tổng hợp gốc. Trong một cuộc phỏng vấn khác do anh em nhà Booth thực hiện vào ngày 15 tháng 5, Christopher tuyên bố rằng anh tin rằng phần còn lại của bản gốc cho "Ulterior Motives" đang nằm trong tay người bạn mới mất của anh, người cháu gái của người này đã có kế hoạch gửi cho anh em nhà Booth một hộp bản gốc khi họ hàng của cô ấy sở hữu. Vào ngày 7 tháng 6 năm 2024, khi trả lời một Redditor hỏi liệu bản nhạc có thực sự nằm trong hộp bản gốc đó không, Christopher xác nhận rằng bản gốc đã đến và anh đã tìm thấy các bài hát khác trong đó, nhưng không phải bản nhạc có giọng hát, mà anh sẽ thu âm lại cùng với bản nhạc guitar.
Vào ngày 19 tháng 6 năm 2024, anh em nhà Booth đã phát hành đoạn giới thiệu cho Ulterior Motives - The Lost Album, giới thiệu phiên bản mới của "Ulterior Motives". Cuối cùng, album đã được phát hành trên tất cả các nền tảng phát trực tuyến vào ngày 23 tháng 6 năm 2024, dưới tên Ulterior Motives (The Lost Album). Trong một buổi hỏi đáp trên Instagram được thực hiện vào ngày 29 tháng 6, Christopher đã xác nhận rằng một số phần của bản phối thô của "Ulterior Motives" gốc đã được sử dụng trong bản làm lại; tuy nhiên, toàn bộ băng không thể được phát hành do bị mất tín hiệu.

## Ulterior Motives (The Lost Album)
Ulterior Motives (The Lost Album) được phát hành vào ngày 23 tháng 6 năm 2024; album này bao gồm cả bản làm lại của anh em nhà Booth cho ca khúc chủ đề cũng như mười hai bản thu âm khác từ những năm 1980 được tìm thấy trong khi tìm kiếm bản gốc của bài hát nói trên. Do bản xem trước của DistroKid bị rò rỉ, album đã được phát hành sớm hơn dự kiến.

### Danh sách ca khúc
Tất cả các ca khúc được viết bởi Christopher Saint Booth và Philip Adrian Booth.
| STT              | Nhan đề                                                       | Thời lượng                     |
| ---------------- | ------------------------------------------------------------- | ------------------------------ |
| 1.               | "Chemistry"                                                   | 3:18                           |
| 2.               | "Your Guy"                                                    | 4:12                           |
| 3.               | "Ulterior Motives"                                            | 3:48                           |
| 4.               | "Man Needs Love"                                              | 2:48                           |
| 5.               | "So in Love"                                                  | 5:04                           |
| 6.               | "You Turn Me On"                                              | 5:00                           |
| 7.               | "Rock Me to Sleep"                                            | 6:43                           |
| 8.               | "Think I'm Gonna Cry"                                         | 2:17                           |
| 9.               | "Potion of Emotion"                                           | 4:18                           |
| 10.              | "One Last Look"                                               | 3:37                           |
| 11.              | "Nothing Lasts Forever"                                       | 4:20                           |
| 12.              | "Language of Love"                                            | 3:50                           |
| 13.              | "Lie School"                                                  | 4:04                           |
| 14.              | "Ulterior Motives (Nhạc nền)" (bài hát độc quyền trên đĩa CD) | 3:48                           |
| Tổng thời lượng: | Tổng thời lượng:                                              | 53:19 (kĩ thuật số) 57:07 (CD) |

## Đội ngũ thực hiện
- Christopher Saint Booth – hát chính, LinnDrum
- Philip Adrian Booth – guitar synthesizer, LinnDrum
- "Ira" – bass[11]
- Không rõ – Oberheim synthesizer[11]